# Rachel's Dream
Rachel's Dream est un téléfilm britannique réalisé par Vivianne Albertine diffusé en 1992 sur Channel 4.

## Synopsis
une jeune fille découvre des écrans vidéo qui peuvent réaliser des souhaits au sujet d'un poster représenter l'anti-pollution.

## Fiche technique
- Durée : 30 minutes
- Genre : science fiction

## Distribution
- Kate Beckinsale : Rachel
- Christopher Eccleston : Man in Dream
- Anna Patrick : Vicki
- Rob Spendlove : Ridley McCloud